# Seminario vescovile di Patti
Il seminario vescovile di Patti, per molto tempo, sia pure in fasi e momenti differenti, è stato l'unico luogo di istruzione, a livello superiore della zona centrale della costa centro-settentrionale della Sicilia. Qui seminaristi e alunni laici hanno avuto insieme la loro formazione. La storia del seminario è perciò anzitutto storia di relazioni, insieme ecclesiali, spirituali, affettive e culturali, fatte di amicizie, contatti e incontri personali. Esse testimoniano un'apertura e una attenzione al mondo culturale, in modo particolare a quello del territorio, che il seminario pattese ha mantenuto nel corso dei secoli.

## Educatori e Membri
Il Seminario Vescovile di Patti è costituito da giovani studenti di teologia provenienti dal territorio diocesano.
Rettore del Seminario, dal 2018, è don Emanuele Di Santo; affiancato dal vice rettore don Pierangelo Scaravilli e dal direttore spirituale don Calogero Tascone. I seminaristi si formano, oltre che all'interno del Seminario, presso l'Istituto Teologico "S. Tommaso" di Messina aggregato all'Università Pontificia Salesiana di Roma.

## Storia

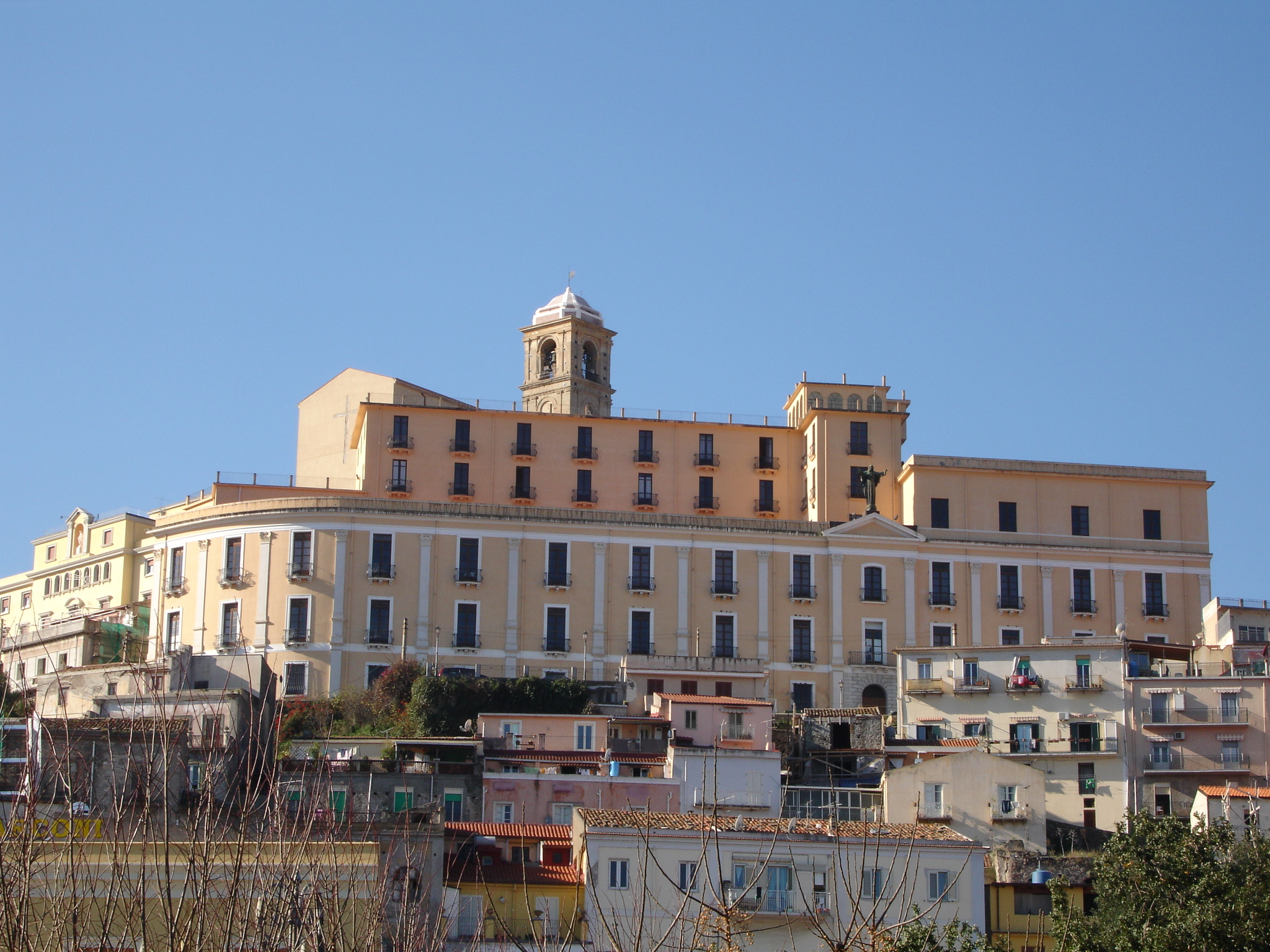
Prospetto principale del Seminario

Voluto dal Concilio di Trento (15 luglio 1563), nella diocesi di Patti, sebbene in modo discontinuo, ci si adoperò subito alla costituzione di un seminario, accanto alla Chiesa Cattedrale, per educare nella scienza e nella fede i giovani chiamati al sacerdozio.
Il vescovo Bartolomeo Sebastian (1549-1568), uno dei Padri del Concilio, infatti, adattò a seminario la «scuola della Cattedrale» frequentata da alcuni chierichetti che assicuravano il servizio liturgico indossando un caratteristico abito violaceo.
Il vescovo Gilberto Isfar y Corillas (1579-1600), il 27 marzo 1588, avendo dotato l'Istituto di una rendita annua, assicurò una forma stabile di convivenza ai giovani chierici e destinò allo scopo una piccola costruzione a ridosso della Casa vescovile.
Il successore Vincenzo Napoli (1609-1648) si impegnò decisamente a consolidare il nascente Collegio, procurando quanto necessario per lo svolgimento delle lezioni e per accogliere stabilmente alunni convittori.  Egli, infatti, iniziò la costruzione dell'attuale palazzo del Seminario attorno alla cinta muraria del Castello, accanto al monastero benedettino e dietro la Cattedrale di Patti.
Il vescovo Ludovico Alfonso de Los Cameros (1652-1658), il 16 dicembre 1656, ne promulgò l'atto di fondazione e detrasse dalla mensa vescovile e dal capitolo della Cattedrale alcune rendite fisse per mantenere gli alunni, pagare gli insegnanti, procurare i libri per lo studio.
In questo modo, finalmente, la comunità seminarile cominciò a muovere i primi passi: era assicurato il convitto, la scuola di grammatica e di canto, il catechismo e alcune pratiche di pietà; inoltre nella stanza del precettore era situata una «libraria», con i testi per lo studio, che poteva essere incrementata con una piccola parte dei proventi delle rendite.
In una relazione sullo stato del Seminario del 1748 così veniva presentata la situazione delle «fabbriche»: "uno dei migliori edifici della città di Patti con ambienti ampi, ornati, attraenti, adatti non solo per la scuola, ma anche per la preghiera e lo studio personale, costituito da aule scolastiche, cappella, refettorio, cucina, dormitori, salone per incontri culturali e religiosi, una stanza chiamata «Libraria»".
Il vescovo Carlo Mineo (1756-1771) istituì delle «Scholae publicae» anche per gli studenti laici e fondò nel 1760 una nuova Biblioteca arricchendola notevolmente con l'acquisto di numerosi testi. Nel 1783 il viceré Domenico Caracciolo riconobbe la scuola del Seminario come Liceo Regio Nazionale i cui titoli permettevano agli alunni di accedere agli studi universitari. Nel 1850 il vescovo Martino Orsino (1844-1860) ampliò la struttura dell'Istituto, costruendo un quarto piano addossato ai tre esistenti e completando la facciata; provvide, inoltre, ad una nuova sistemazione della Biblioteca «Divus Thomas», inaugurata il 10 novembre 1856.
A seguito dei danni provocati dal terremoto del 1908 e dai bombardamenti del 1943, il vescovo Giuseppe Pullano (1953-1977), il 27 aprile 1960, fece iniziare i lavori di ristrutturazione e ampliamento dell'intero Palazzo e nel 1964 il Seminario assunse la sua fisionomia di edificio enorme e monumentale, la cui grandiosa facciata, che fa da sfondo alla cittadina di Patti, conserva ancora eleganti forme classicheggianti di stile vanvitelliano.